# Kalinik (Korobokis)
Kalinik, imię świeckie Kallinikos Korobokis (ur. 1967 w Argos) – grecki duchowny prawosławny, od 2016 metropolita Arty.

## Życiorys
Święcenia diakonatu przyjął w 1991, a prezbiteratu w 1996. Chirotonię biskupią otrzymał 26 października 2009. W latach 2009–2016 sprawował urząd biskupa pomocniczego metropolii Argolidy ze stolicą tytularną w Epidauros.